# نیلسیا
نیلسیا (به لاتین: Nilsiä) یک شهرک در فنلاند است که در کووپیو واقع شده‌است. نیلسیا ۸۴۷٫۷۱ کیلومتر مربع مساحت و ۶٬۵۲۸ نفر جمعیت دارد.